# 国際真武会空手道連盟
国際真武会空手道連盟（こくさいしんぶかいからてどうれんめい, International Sinbukai Karatedo Organization）は、フルコンタクト系の空手団体。国際総合武道教育連盟加盟団体。主席師範・斉藤拳一。フィリピンでの空手指導やボランティア活動も実施している。

## 概説
1977年に極真空手の分支部同好会として発足した者と拳制流柔術の分支部同好会の者が結集して出来たのが創生期である.後に斉藤拳一が北海道で支部活動をはじめ、後に独立し真武会空手道連盟となった。最盛期国内14、海外4の支部を有していた。
北海道でいち早く掴みや投げを許可するフルコンタクト空手大会を実施、またリング上でグローブ着用、顔面攻撃OKの大会をも実施し、多数の精鋭選手を輩出し。金に翻弄されない空手の道、奉仕、福祉の精神をもった空手を目指しているのが真の武道に生きる会であるとし、現在に至る。

## 著名出身者
- 工藤健太郎（正道会館中量級王者）
- 安広一哉（K-1MAX）
- 平山智史（北日本王者）
- 岡稔（北海道優勝）
- 高橋和司（アームレスリング世界ベスト8）